# Jägersee bei Feucht
Jägersee ist der Name für zwei durch einen Damm voneinander getrennte Baggerseen zwischen den Ortschaften Röthenbach bei Sankt Wolfgang und Feucht. Sie liegen im Lorenzer Reichswald, im Südosten von Nürnberg.
Die beiden Seen sind durch einen schmalen Damm getrennt. Der große Jägersee ist flacher, hat braun verfärbtes Wasser und wird daher im Sommer stärker erwärmt.
Der kleine Jägersee ist tiefer, verfügt über eine kleine Insel, ist weniger verfärbt und hat daher im Sommer kühleres Wasser.
Westlich des großen Sees befindet sich eine inzwischen verwilderte Wiese. Hier befand sich bis in die 1980er Jahre ein weitläufiger Spielplatz mit Seilbahn und eine angrenzende Grill- und Liegewiese.

## Geschichte
Im Zuge der Bauarbeiten zum sechsspurigen Ausbau der A9 Berlin–München wurde hier Bausand abgebaut. Nach dem Ende der wirtschaftlichen Nutzung lief die Grube mit Grundwasser voll und wurde als Baggersee in den 1970ern renaturiert.
Ein kleiner Graben mit Wasser aus dem ehemaligen Munitionslager Muna wurde bei der Renaturierung um den großen Jägersee herumgeführt. In der Muna waren auch chemische Kampfstoffe gelagert worden und es wurde immer wieder über die Möglichkeit einer Belastung des Wassers in diesem Graben spekuliert. Nach 2000  brach der Damm zwischen Graben und See und für einige Jahre floss das Wasser in den See. Das Landratsamt Roth, das diesen Vorfall nicht bestätigt, äußerte auf eine Anfrage: „Eine Untersuchung des Grundwasserzustroms ist vor Jahren im Rahmen der Rüstungsaltlastuntersuchung erfolgt ohne Hinweise auf Beeinträchtigungen.“ Auch mikrobiologische Untersuchungen, die z. B. Überdüngung aus der Landwirtschaft anzeigen könnten, seien unauffällig. 2011 wurde der Damm wiederhergestellt.

## Nutzung
Die beiden Seen werden intensiv als Naherholungsgebiet genutzt. Alle Uferteile sind über Pfade zugängig. Ergänzend führen Rad-, Walking- und Wanderwege unmittelbar am See vorbei. Die bekanntesten Wanderwege sind hier der Jakobsweg sowie der Fränkische Dünenweg.
Beide Seen werden im Sommer zum Baden auch als FKK-Strände genutzt. Beim Baden ist Vorsicht geboten, da gerade der große See mit Glasscherben verunreinigt ist.
Die Wasserwacht ist nicht vor Ort und es ist kein Kiosk vorhanden.
Im Winter werden die Seen zum Eislaufen und Eisstockschießen genutzt.
Südlich des Jägersees befinden sich die ökologisch wertvollen Krugsweiher.
In unmittelbarer Nähe stehen keine Parkplätze zur Verfügung. Die nächstgelegene offizielle Parkmöglichkeit mit sehr wenigen Parkplätzen befindet sich nahe der Feuchter Kläranlage. Vom Ortsrand von Feucht sind die Seen (Richtung Reiterhof) in etwa 10 Minuten gut zu Fuß zu erreichen.